# جين توني
جين توني (بالإنجليزية: Gene Tunney)‏ مواليد 25 مايو 1897 في نيويورك - الوفاة 7 نوفمبر 1978، كان ملاكم أمريكي سابق صنّف ضمن فئة الوزن الثقيل.

## إحصائيات
خاض خلال مسيرته 68 نزالا، فاز في 65 وتعادل في 1 وخسر في 1. فاز بالضربة القاضية في 48 نزالا.

## روابط خارجية
- جين توني على موقع IMDb (الإنجليزية)
- جين توني على موقع الموسوعة البريطانية (الإنجليزية)
- جين توني على موقع إن إن دي بي (الإنجليزية)
- جين توني على موقع بوكس ريك (الإنجليزية) (registration required)